# 丹尼·奥康纳
丹尼·奥康纳（英語：Danny O'Connor，？—2017年4月27日），新西兰男子草地滚球运动员。他曾代表新西兰参加1982年英联邦运动会草地滚球比赛，联同罗恩·布拉西、摩根·莫法特和吉姆·斯科特获得男子四人银牌。